# لاونبورغ
لاونبورغ (بالألمانية: Lauenburg (Elbe)) هي بلدة ألمانية تقع في ألمانيا في شليسفيغ هولشتاين.

## المدن التوأمة
مدينة دوديلانج هي مدينة توأمة لـلاونبورغ.

## أعلام
- كارل لودفيج هاردينغ
- ألفرد هوبنر